# 烏克蘭斯凱 (普里盧基區)
50°50′21″N 32°53′24″E / 50.83917°N 32.89000°E
烏克蘭斯凱（烏克蘭語：Українське），是烏克蘭北部切爾尼戈夫州普里盧基區塔拉拉伊夫卡市镇的村落。始建於1629年，面積3.86平方公里，海拔高度156米，2001年人口670。